# Nuevas series animadas de Hanna-Barbera
Las Nuevas series animadas de Hanna-Barbera es un programa infantil que a su vez estaba compuesto de tres segmentos de animación creadas por la productora de animación Hanna-Barbera. Cada segmento tenía una duración aproximada de 7 minutos con lo que el programa se extendía durante media hora. El programa fue emitido a partir del 3 de septiembre de 1962 a través de las cadenas de televisión estadounidenses sindicadas. Las series que componían el programa eran;  Las aventuras de la Tortuga D' Artagnan, el Lagarto Juancho, y Leoncio el león y Tristón.

## Emisión de los capítulos correlacionados
| Episodio | La Tortuga D' Artagnan           | El Lagarto Juancho               | Leoncio León y Tristón              |
| -------- | -------------------------------- | -------------------------------- | ----------------------------------- |
|          |                                  | 1ª Temporada                     |                                     |
| 1        | La ballena del cuento            | El Lagarto melancólico           | Mira sierra                         |
| 2        | Héroe cero                       | El Rapto de Juancho              | La Sandía asesina                   |
| 3        | Dilly of a Lilly                 | La Fiebre del Pantano            | Susto Sustituto                     |
| 4        | Misil Perdido                    | Lazos blancos y frágiles         | Trago y platillo                    |
| 5        | Lago Serpiente                   | El Escape del Artista            | Mapa Feliz                          |
| 6        | Los Insectos                     | California o Ruina               | Sonrisa Salvaje                     |
| 7        | Rodar un fantasma                | Panorama y Fortuna               | La carga de la Brigada terrorífica  |
| 8        | El Gigante de dos cabezas        | Nabos tentadores                 | La película gelatina                |
| 9        | El perdedor se lo lleva todo     | Sobre la valla es fuera          | El Luchador Leoncio pistola         |
| 10       | Sacas a dos del lio              | El Oso conmigo                   | Los mil y un terrores               |
| 11       | El Señor Robot                   | Mirando desde afuera             | Doble problema                      |
| 12       | D´Artagnan al murciélago         | Flor de Aciano                   | El genio es un listo                |
| 13       | Billy el Bribón                  | ¿Cual de los cuales es la bruja? | Risa por una hogaza                 |
| 14       | Perro aturdido                   | Petición de un bolígrafo a rayas | Bancos para todos                   |
| 15       | Hormiga y furia                  | La fuga en forma de barco        | Violín voilá                        |
| 16       | El Caballero Negro               | Medio Seminola                   | Atrapa trampa                       |
| 17       | Dragón a lo largo                | La Pequeña Caperucita reptil     | La Bruja astuta                     |
| 18       | Susto por satélite               | (Ice Cube Boob)                  | De nuevo gas.                       |
| 19       | Amigo oveja                      | El Primer Diablo del Bosque      | Caballo y Waggin.                   |
| 20       | Sextos marcan el anuncio         | Fisgón Nievezer                  |                                     |
| 21       | Atrapen al gato como puedan      | Consciencia Inconsciente         | Bebe embotellado                    |
| 22       | Mar para dos                     | Cebo de Lagartos                 | Dura Suerte para Tristón            |
| 23       | El Gran Matón                    | Falsa Alarma                     | Enseñar maneras                     |
| 24       | Abuela ilegal                    | El Fantasma de Juancho           | Problema Injun                      |
| 25       | Duel Control                     | Tonelero Charco                  | Ratón en casa.                      |
|          |                                  | 2ª temporada                     |                                     |
| 26       | Conejo Veloz                     | El caso bebe                     | Cato loco por las alcaparras        |
| 27       | El Héroe pulgar                  | (Gosh Zilla                      | Poni impostor                       |
| 28       | La siesta del Gato               | El Chico triste de la Cámara     | Expertos en huevos.                 |
| 29       | Romeo, D´Artagnan y Julieta      | Chusma rebelde                   | Romeo Conejo                        |
| 30       | El Gran Mordisco                 | No más cortacésped               | Pájaro en mano.                     |
| 31       | El Platillo Volador Hechicero    | El Caballero Nuez                | Legión de herederos                 |
| 32       | La Lámpara de Aladino            | El Mono araña                    | Dos por la carretera                |
| 33       | Licencia de Caza                 | El Imitador Lagarto              | Los X del Rey                       |
| 34       | El Fantasma farsante             | A salvo en casa                  | Mezcla de Monstruos                 |
| 35       | El último puesto de D´Artagnan   | Ballon Baffoon                   | Parque de Recreo Loco               |
| 36       | Ternera del Jefe                 | Lucha aturdida                   | Adiós chico Volador                 |
| 37       | Como Salvaje, Hombre             | Compañeros de mar enfermos       | Monedas de madera                   |
| 38       | Dum De Dum Dum                   | En miras de un accidente         | T para dos                          |
| 39       | ¿Y tú D´Artagnan?                | El silbato detentor              | Pequeños Problemas                  |
| 40       | La Hazaña del Dragón             | Cumpleaños de duelo              | Desbordamiento de pensamiento       |
| 41       | La Caperucita Roja               | La Avenida Medicina              | Hocus Focus                         |
| 42       | Masa Nueces                      | El Marshall Juancho              | Afortunado(trebolado)               |
| 43       | Salva este trance por mi         | Viaje Completo                   | Chapado a la antigua                |
| 44       | Waterloo para dos                | Juancho Gladiador                | Expresa tus sentimientos toscamente |
| 45       | Los Hampones de Robin            | El problema Burbuja              | ¡Esto no es fácil!                  |
| 46       | El Zapato debe Continuar         | Las Charadas del Hielo           | Abáteme un León                     |
| 47       | Héroe pato                       | La Criatura                      | El mapa de la savia.                |
| 48       | Aliblaba y los cuarenta ladrones | Los derechos de los precaristas  | Impacto Tiburón                     |
| 49       | Fuera de órbita                  | El gran goteo                    | Fantasmadas no aceptadas            |
| 50       | Héroe de media concha            | Juancho Gourmet                  | Yo Mi Mia                           |
| 51       | Tortuga pieflojo                 | Presumir de alfombra             | Juntos acumulados                   |
| 52       | Paz y disturbios                 | [ 4 ]                            | [ 5 ]                               |